# 1796 год в литературе

## Книги
- «Извинительная ревность», «Школа добродетели»— слёзные драмы Михаила Хераскова.[1]
- «Камилла» (англ. Camilla) — роман Фанни Бёрни.[2]
- «Монах» (англ. The Monk) — роман Мэтью Льюиса.[3]
- «Письма, написанные в Швеции, Норвегии и Дании» (англ. Letters Written in Sweden, Norway, and Denmark) — путевые заметки Мэри Уолстонкрафт.
- «Любовь ко врагам» — стихотворение Н. М. Карамзина.[4]
- «К Эмме» — стихотворение Фридриха Шиллера[5]
- «Алексис и Дора» — одна из самых совершенных идиллий классического периода Гёте.[6]
- «Годы учения Вильгельма Мейстера» — воспитательный роман об искусстве и художнике, в котором Гёте показывает становление личности.[7]
- работа «О наивной и сентиментальной поэзии», в которой Шиллер отказывается от внеисторических представлений о неизменности эстетических идеалов, что было распространено в XVII—XVIII вв.[8]
- «Вильям Ловель» — роман Людвига Тика, одного из наиболее талантливых прозаиков немецкого романтизма.[9]
- «Белокурый Экберт» — роман Людвига Тика.[10]

## Родились
- 13(25) февраля — Иван Петрович Мятлев, русский поэт.[11]
- 19 апреля — Бернхард фон Бесков, шведский писатель, поэт, драматург, либреттист (умер в 1868).
- 24 апреля — Карл Лебрехт Иммерман, немецкий драматург, писатель.[12]
- 3 июня — Михаил Александрович Дмитриев, русский поэт, переводчик. Автор мемуаров «Мелочи из запасов моей памяти» — о московской литературной жизни первой трети XIX века. Переводил произведения Горация, Гёте, Шиллера, Маттисона, Ж.Флориана, Ж.Делиля.[13]
- 7 июля — Ян Чечот, польский поэт-романтик, фольклорист, этнограф и драматург, друг Адама Мицкевича.[14]
- 15 июля — Томас Булфинч (англ. Thomas Bulfinch), американский писатель.[15]
- 6 августа — Арапов Пимен Николаевич, драматург, историк театра, переводчик.[16]
- 19 сентября — Хартли Кольридж (англ. Hartley Coleridge), английский поэт, автор сонетов[17]
- 17 декабря — Эзеб-Франсуа Салль, французский прозаик и переводчик.

## Умерли
- 8 января — Пьер Рене Лемонье, французский драматург и либреттист (род. в 1731).
- 24 января — Оле Иоанн Самсее, датский поэт и драматург (род. в 1759).
- 17 февраля — Джеймс Макферсон (англ. James Macpherson), шотландский поэт.
- 6 мая — Адольф Книгге (нем. Adolph Freiherr Knigge), немецкий писатель, масон[18]
- 20 мая — Густав-Фридрих-Вильгельм Гросман, немецкий драматург, писатель,  либреттист (род. 1746).
- 21 июля — Роберт Бёрнс (англ. Robert Burns), шотландский поэт.[19]
- 21 июля — Томас Рид (англ. Thomas Reid), шотландский философ.
- 9 декабря — Ермил Костров, русский поэт и переводчик[20]
- 12 декабря — Григорий Александрович Хованский (род. 1767), русский поэт и переводчик; князь[21].